# 굿디자인상
굿디자인상(Good Design Award)은 재단법인 일본산업디자인진흥회(일본어: 財団法人日本産業デザイン振興会)에서 주최하는 디자인상이다. 1년에 한 번씩 훌륭한 디자인으로 판단되는 대상에게 부여하는 상으로서, 일본에서 유일하게 종합적인 카테고리로 디자인을 평가, 추천하는 상이다. 공업제품에서 상업모델, 건축, 이벤트 활동까지 폭넓은 영역을 심사 대상으로 하여 지금까지의 수상 건수가 30,000을 넘었다. 2006년도 응모 총수가 약 2900건이고, 매년 수상작품들이 약 700에서 1,300건이다.

## 심사 영역
굿디자인상은 모든 생활분야와 산업분야에 디자인이 필요하다는 시점에서 출발하여, 원칙적으로 디자인에 관련된 모든 것을 심사대상으로 한다. 현재 심시부문은 4개로 나뉘어 있다.
1. 신체, 생활 영역
2. 산업, 사회 영역
3. 이동, 네트워크 영역
4. 신 영역